# Parc naturel régional d'Armorique
Park an Arvorig
Le parc naturel régional d'Armorique, en breton park an Arvorig, fait partie des parcs naturels régionaux français. Délivré par le ministère de l'Environnement, le label fait du territoire le 2e à être créé en 1969. Il est également labelisé au sein des géoparcs UNESCO en 2024 sous le nom de Geopark Armorique.

## Historique
L'idée d'un Parc naturel de l'Arrée est lancée en 1957 (soit dix ans avant la publication du décret des parcs naturels régionaux) par Michel-Hervé Julien, ornithologue breton considéré comme l'un des pionniers de la protection de la nature en France. Deux ans avant la création en 1971, du ministère de la protection de la nature et de l'environnement, un décret du Premier ministre concrétise, le 30 septembre 1969, la naissance de Parc Naturel Régional d'Armorique. En 2017, fort de ses années d'actions en faveur de la préservation et de la valorisation de son patrimoine géologique (notamment avec la Réserve naturelle régionale des sites d'intérêt géologique de la presqu'île de Crozon située à l'extrémité occidentale du parc), le parc porte le projet Geopark Armorique qui se concrétise par le dépôt d'un dossier auprès de l'UNESCO en novembre 2019 afin que le Parc d'Armorique rejoigne le Réseau mondial des Géoparcs, ce label étant « un véritable atout pour le territoire du Parc d’Armorique par le renforcement de son attractivité et de sa notoriété en valorisant ses atouts géologiques par les valeurs et l’image portées par l’UNESCO ».

## Géographie

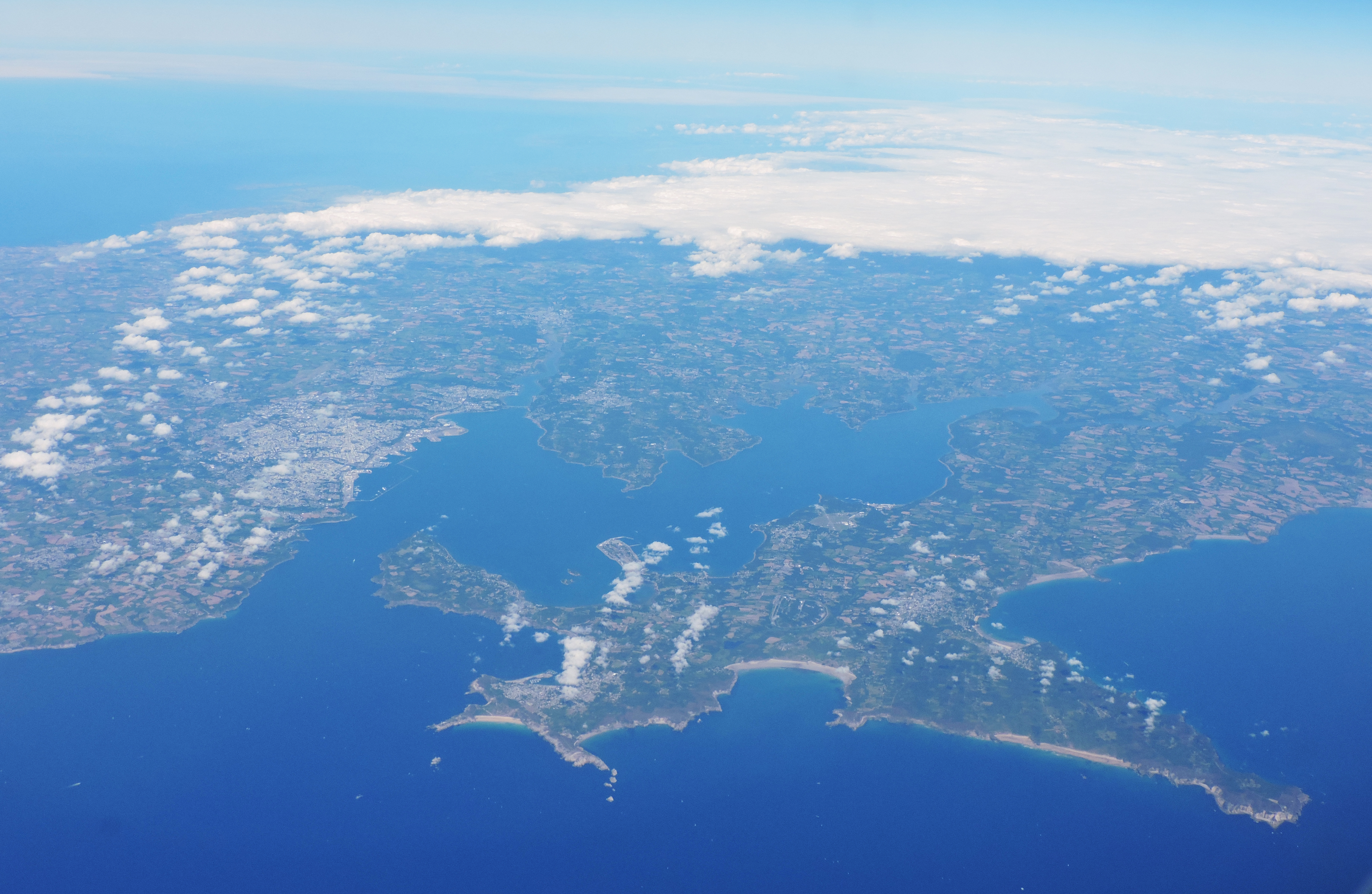

Logotype du parc

Situé dans le Finistère, le parc recouvre un territoire très contrasté, qui se divise en quatre territoires : les îles de la mer d'Iroise, la presqu'île de Crozon à l'ambiance maritime affirmée, la rade de Brest et l’estuaire de l'Aulne maritime formant une zone de transition entre terre et mer, et les monts d'Arrée à l'ambiance « montagnarde » (sommets couplés à des paysages de tourbières et de landes rases). Sa superficie est de 125 000 hectares.
Il compte 63 000 habitants répartis, depuis le renouvellement de son classement survenu début 2010, sur 44 communes adhérentes (plus 4 villes-portes : Brest, Châteauneuf-du-Faou, Landivisiau et Carhaix).

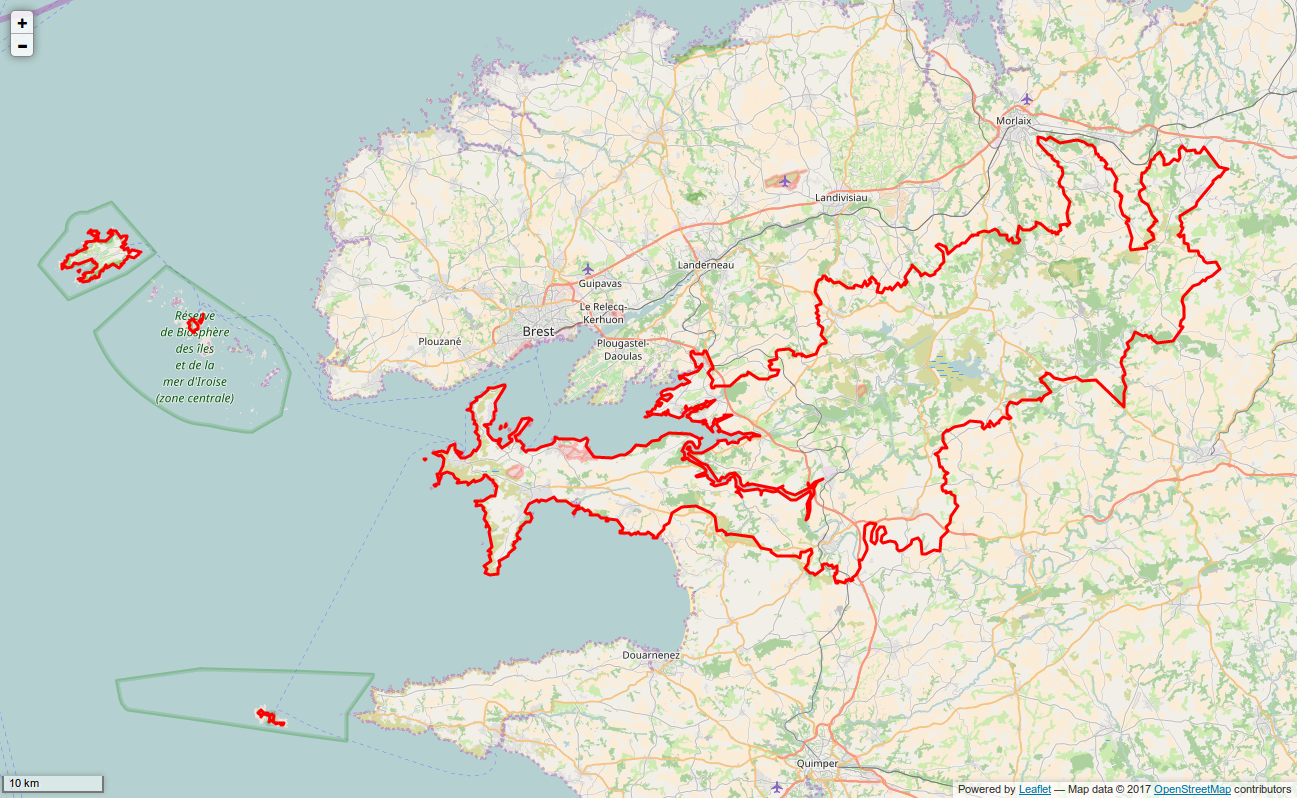
Périmètre du PNR

Le parc naturel marin d'Iroise, parc national créé en septembre 2007, protège désormais une partie des espaces maritimes de la mer d'Iroise voisins du territoire du parc naturel régional d'Armorique.

## Environnement nocturne
Hormis autour des zones urbanisées, d'après l'évaluation nationale faite en 2006 par le projet Licorness, l'environnement nocturne (qualité du ciel noir, nécessaire à la préservation de certaines espèces nocturnes) est globalement bien préservé dans ce parc, mais les zones de ciel parfaitement noires (totalement épargnées par les halos lumineux) y ont disparu.

## Communes du parc

### Communes adhérentes
- Argol
- Berrien
- Bolazec
- Botmeur
- Botsorhel
- Brasparts
- Brennilis
- Camaret-sur-Mer
- Châteaulin
- Commana
- Crozon
- Daoulas
- Dinéault
- Guerlesquin
- Hanvec
- L'Hôpital-Camfrout
- Huelgoat
- Île-de-Sein
- La Feuillée
- Landévennec
- Lanvéoc
- Le Cloître-Saint-Thégonnec
- Le Faou
- Locmaria-Berrien
- Logonna-Daoulas
- Lopérec
- Loqueffret
- Molène
- Ouessant
- Pleyben
- Plougonven
- Plounéour-Ménez
- Pont-de-Buis-lès-Quimerch
- Port-Launay
- Roscanvel
- Rosnoën
- Scrignac
- Sizun
- Saint-Coulitz
- Saint-Éloy
- Saint-Rivoal
- Saint-Ségal
- Telgruc-sur-Mer
- Trégarvan

### Villes-portes
- Brest
- Carhaix
- Châteauneuf-du-Faou
- Landivisiau

### Communes extérieures
- Brest

## Attractions touristiques
- Menez Meur (maison du parc) à Hanvec
- Moulins de Kerouat à Commana
- Maison Cornec à Saint-Rivoal
- Maison de la rivière à Sizun
- Maison du lac à Sizun
- Maison des minéraux à Crozon
- Musée de l'école rurale à Trégarvan
- Musée de l'ancienne abbaye de Landévennec à Landévennec
- Maison des philhaouerien et du recteur à Loqueffret
- Maison du Niou à Ouessant
- Musée des phares et balises à Ouessant
- Ferme d'Antéa (ferme Saint-Michel) à Brasparts
- Conservatoire botanique national de Brest à Brest
- Musée vivant des vieux métiers à Argol
- Musée du loup au Cloître-Saint-Thégonnec

## Jumelage
Le parc est jumelé depuis 1990 avec le parc national côtier du Pembrokeshire au pays de Galles.